# Louise Scheppler

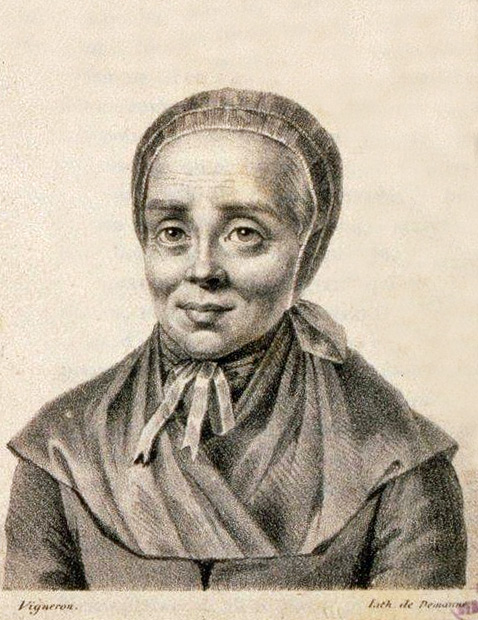
Louise Scheppler, 1824

Louise Scheppler, auch Luise Scheppler (* 4. November 1763 in Bellefosse, Elsass; † 25. Juli 1837 in Waldersbach, Elsass) war eine „Kleinkinderschullehrerin“ und seit 1778 die engste Mitarbeiterin von Pfarrer Johann Friedrich Oberlin.

## Leben

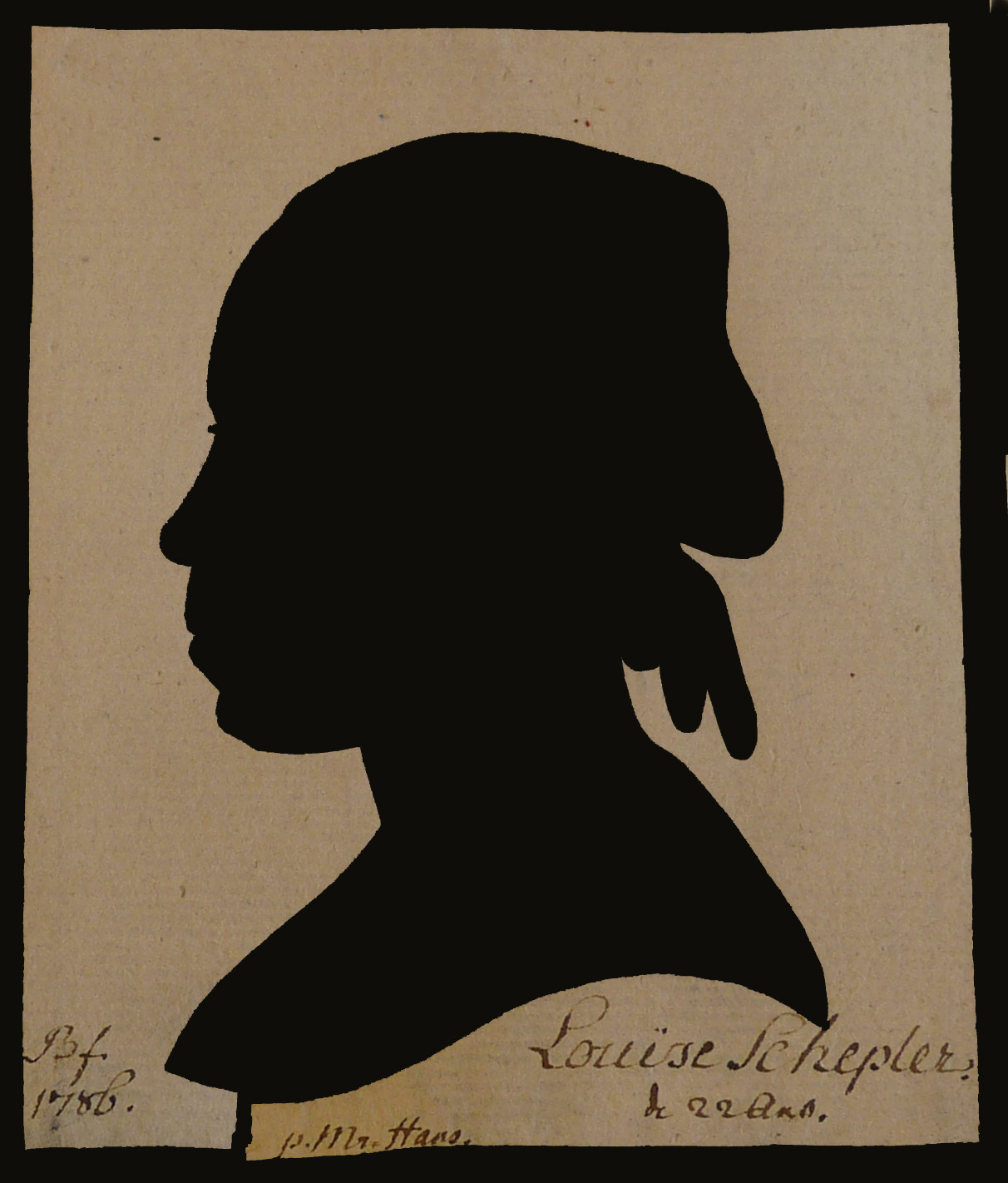
Louise Scheppler im Scherenschnitt, 1786 geschaffen von Johann Friedrich Oberlin

Louise Scheppler gründete am 16. Juni 1779 in Waldersbach eine Schule für kleine Kinder (Kleinkinderschule – salles d’asile). Sie erhielt 1829 den „Tugendpreis“ (fr. prix de vertu) der Pariser Akademie der Wissenschaften. Mit den erhaltenen 5.000 Franc gründete sie weitere Schulen für kleine Kinder.
Den Schulbetrieb in ihrer pionierhaften Kleinkinderschule, die eine Mischung zwischen Kindergarten und Kinderkrippe war, stellt Louise Scheppler in einem undatierten handschriftlichen Bericht folgendermaßen dar:

„Die Leiterinnen unterrichten die Kinder in den verschiedenen Fächern wie folgt:
1. Das Stricken, gilt für Buben wie für Mädchen.
2. Man berichtet ihnen die Geschichten der Heiligen Schrift.
3. Man läßt sie auswendig lernen, Gesangbuchlieder und geistliche Lieder, die sie dann stets auch gleich singen werden, man erklärt ihnen den Sinn dieser Lieder.
4. Man bringt ihnen schon die Anfangsgründe von Geographie und Naturgeschichte bei.
5. Man erzählt ihnen verschiedene erbauliche Geschichten, ihrem Alter und Auffassungsvermögen entsprechend.
6. Man versucht, ihnen die Gegenwart Gottes deutlich zu machen, zu jeder Zeit und an jedem Ort, und überall, wo sie sich befinden, und in allem, was sie tun, spornt man sie an, sich dessen zu erinnern.

Man hält sie dazu an (muntert sie auf), nur ja all das zu tun, was Gott, dem Allgegenwärtigen, Freude machen kann. Im Gegensatz dazu zeigt man ihnen auch, was Gott missfällt; man versucht ihnen zu zeigen, wie hässlich es ist, sich dem Lügen und Schwören hinzugeben, ebenso wie der Respektlosigkeit den Eltern gegenüber, der Unsauberkeit, der Faulheit und anderem mehr. Und endlich versucht man, ihnen das Gebet des Herzens nahezubringen, indem man mit ihnen kniend betet, und man betet in einer Art und Weise, wie sie es verstehen.“

## Ehrungen und Benennungen

### Gedenktag
26. Juli im Evangelischen Namenkalender.

### Louise Scheppler als Namensgeberin
In Pfinztal-Berghausen ist ein in den 1970er Jahren erbauter Kindergarten in Trägerschaft der Evangelischen Kirchengemeinde nach ihr benannt, ebenso in Neustadt an der Aisch und Schwabmünchen.